# Callirhoe bushii
Callirhoe bushii är en malvaväxtart som beskrevs av Merritt Lyndon Fernald. Callirhoe bushii ingår i släktet Callirhoe och familjen malvaväxter. Inga underarter finns listade i Catalogue of Life.